# Maria-von-Linden-Gymnasium Calw
Das Maria von Linden-Gymnasium (kurz: MvLG) ist nach der Naturwissenschaftlerin Maria von Linden benannt und hat seinen Standort in Calw-Stammheim im nördlichen Schwarzwald. Das MvLG ist zusammen mit dem Hermann Hesse-Gymnasium eines der zwei allgemeinbildenden Gymnasien der Stadt Calw. Es zeichnet sich durch einen naturwissenschaftlichen und einen bewegungspädagogischen Schwerpunkt aus.

## Geschichte und Namensgebung

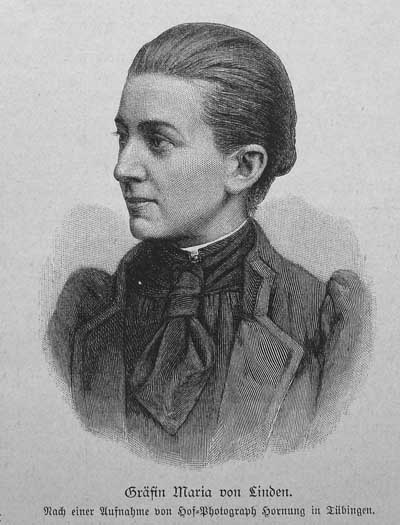
Gräfin Maria von Linden nach einer Aufnahme von Hof-Photograph Julius Wilhelm Hornung in Tübingen

Das Maria von Linden-Gymnasium geht zurück auf das Hermann Hesse-Gymnasium in Calw. Letzteres hat wiederum seine Wurzeln in der Lateinschule der Stadt Calw, an der schon 1435 der erste Unterricht gehalten wurde. Im Jahr 1696 erhielt diese Schule ein neues Gebäude nahe der Calwer Innenstadt, das auch der Schriftsteller Hermann Hesse ab dem Jahr 1886 besuchte. Seit 1925 befindet sich das Hermann Hesse-Gymnasium an seinem jetzigen Standort am Schießberg. Aufgrund steigender Schülerzahlen war im Jahr 1980 eine Standortteilung notwendig, in deren Folge das Gebäude des heutigen MvLG am Schindelbergweg entstand. Fortan wurden an beiden Standorten die Klassen fünf bis elf unterrichtet. Die gymnasiale Oberstufe befand sich jedoch ausschließlich am Schindelbergweg. Obwohl beide Standorte rund fünf Kilometer auseinander liegen, gehörten sie fast 20 Jahre zur selben Schule. Zu Beginn des Schuljahres 1999/2000 wurden daraus zwei selbständige Gymnasien: das Hermann Hesse-Gymnasium in der Innenstadt von Calw und das MvLG in Calw-Stammheim.
Die Schule ist nach Maria von Linden benannt. Sie war die erste Studentin in Württemberg. Zudem war sie die erste Frau in Deutschland, die als Doktor der Naturwissenschaften ausgezeichnet wurde. Hierauf basiert der naturwissenschaftliche Schwerpunkt des MvLG.
Der Leitspruch des Maria von Linden-Gymnasiums „Unsere Schule am Berg – Gemeinsam zum Ziel!“ bezieht sich zum einen auf die Lage der Schule inmitten der südwestdeutschen Mittelgebirgslandschaft. Zum anderen soll im Hinblick auf das soziale Profil der Schule das Lernen als gemeinschaftlicher Prozess im Leitspruch abgebildet werden.

## Einzugsbereich

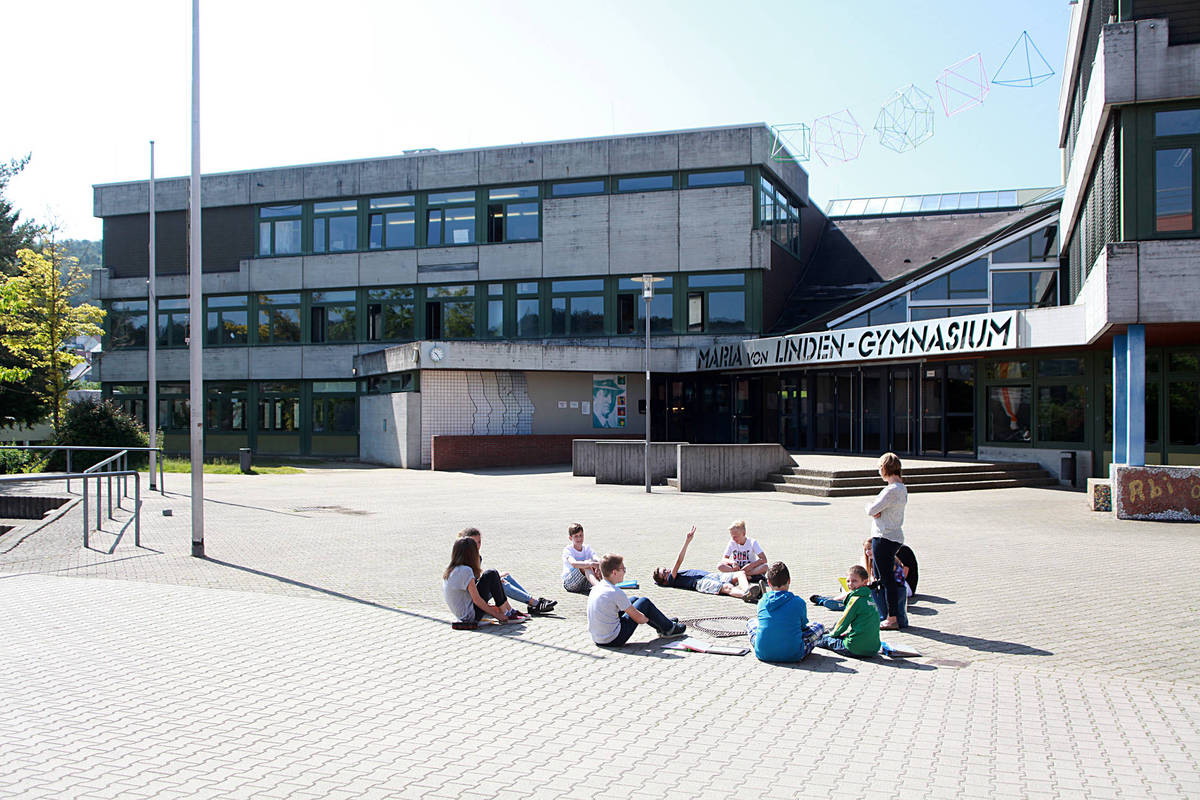
Der Altbau vor der Sanierung

Stammheim ist ein Teilort der großen Kreisstadt Calw. Einige Schüler des Gymnasiums wohnen in diesem Ortsteil. Die meisten Schüler kommen aus anderen Orten in der Umgebung. Beispiele hierfür sind: Althengstett, Simmozheim, Heumaden, Gechingen, Wildberg, Neubulach, Altbulach, Liebelsberg und Holzbronn.

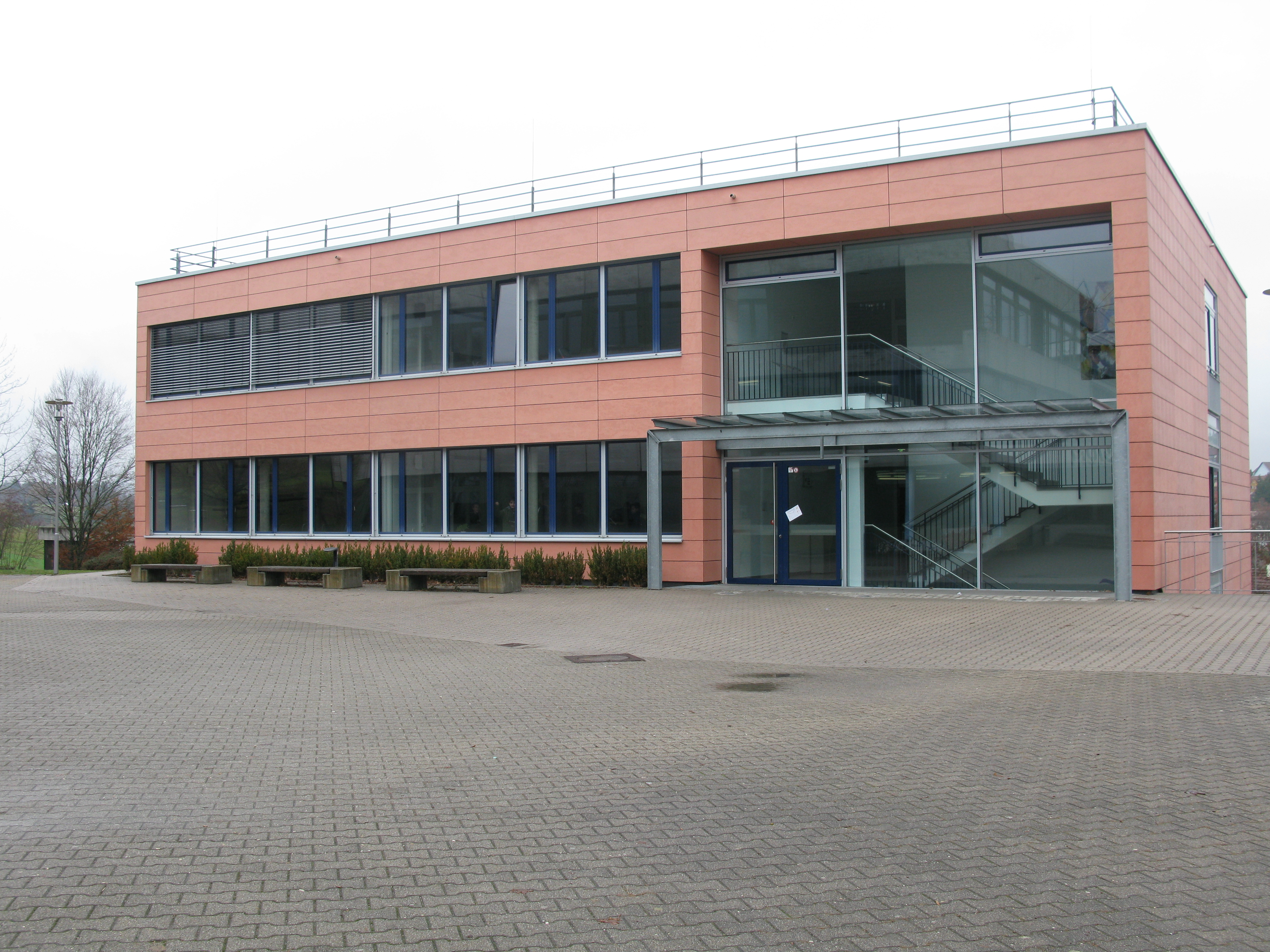
Der Neubau der Schule

## Lernprofile am MvLG
Nach der siebten Klasse können die Schüler aus drei verschiedenen Profilen wählen:
- Naturwissenschaft und Technik – Schüler, die dieses Profil wählen, befassen sich mit unterschiedlichen Bereichen von Naturwissenschaft und Technik. In jedem Halbjahr werden die Schüler in verschiedenen Modulen unterrichtet, die sich mit anderen Aspekten befassen. Unter den Modulen befinden sich unter anderem Akustik, Wetterkunde, Ernährung, Kleben und Astronomie.
- Sport – Seit dem Jahr 2017 ist das Gymnasium die erste Schule mit einem Sportprofil im Nordschwarzwald.[7]
- Spanisch – Das Profil Spanisch dauert ebenfalls drei Jahre an und verfolgt durch Erweiterung der Sprachkenntnisse das Ziel, beim Abschluss der 10. Klasse das Kompetenzniveau B2 zu erreichen.

## MINT-Schwerpunkt
Das MvLG ist seit dem Schuljahr 2012 zertifizierte MINT-freundliche Schule. Schüler der 10. Klassen können Mentorenausbildungen in den Gebieten Meeresbiologie und Molekularbiologie absolvieren. Das Maria von Linden-Gymnasium ist zudem die Stützpunktschule für Biodiversität und evolutive Anpassung und kooperiert mit dem Forschungszentrum Karlsruhe, sowie mit der Akademie Bad Wildbad und den Universitäten Tübingen und Hohenheim.
Weitere MINT-Angebote beinhalten unter anderem eine Informatik-, Medien- und Tier-AG, sowie die Möglichkeit, an Projekten von Jugend forscht teilzunehmen.
Aufgrund seiner Weiterentwicklung im Bereich der technischen Ausstattung sowie deren Einbettung in Unterrichtskonzepte wurde das Maria von Linden-Gymnasium im Jahr 2019 mit der Ehrung „digitale Schule“ ausgezeichnet.

## Angebote
Am MvLG gibt es 18 verschiedene Arbeitsgemeinschaften. Dazu zählen im musischen Bereich die Chor-AG, die Musical-AG, die Orchester-AG sowie eine Theater-AG. Zudem wird als AG die Zertifizierung für das DELF-DALF-Programm angeboten.
Es findet ein einwöchiger Schüleraustausch mit Toledo in Spanien statt. In der 8. Klasse wird eine Studienfahrt nach England durchgeführt.
Seit dem Jahr 2019 nimmt das Maria von Linden-Gymnasium am Erasmus+ Projekt der Europäischen Kommission teil. Zusammen mit Schülern von drei weiteren Partnerschulen aus den Ländern Kroatien, Portugal und Schweden wird am Thema "European Happiness" gearbeitet.

## Sanierung und neue digitale Ausstattung

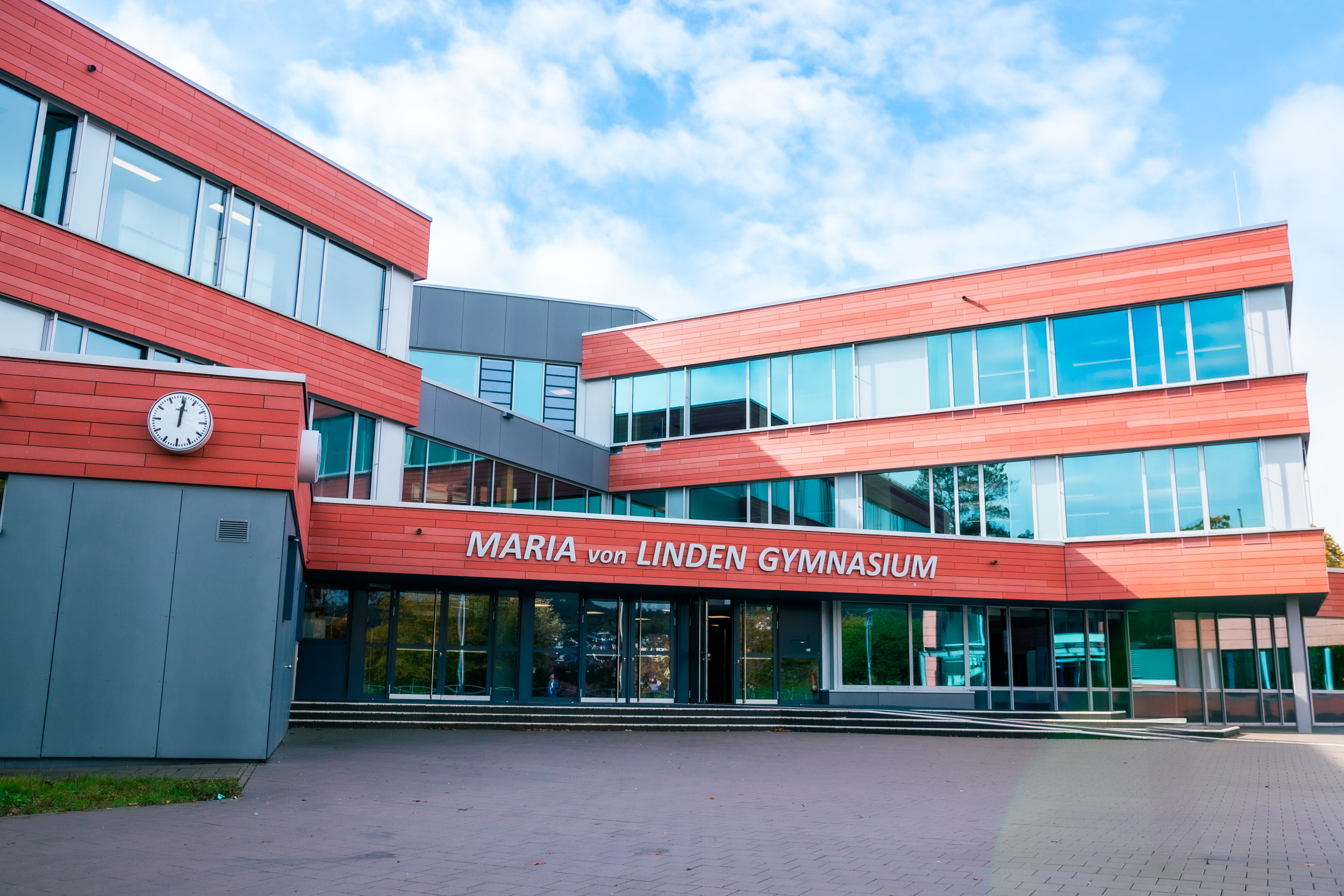
Der sanierte Altbau

In den Jahren 2019 bis 2023 wurde das Maria von Linden-Gymnasium bei laufendem Schulbetrieb sowohl energetisch als auch baukonstruktiv und technisch saniert. Die Arbeiten wurden in drei separaten Bauabschnitten ausgeführt, so dass während der Bauzeit 12 Klassenräume in ein Container-Provisorium ausgelagert wurden. Des Weiteren wurden alle sanierten Klassenzimmer mit neuen digitalen Tafeln ausgestattet, welche die bis zu diesem Zeitpunkt genutzten Kreidetafeln ersetzten.
Die Sanierung wurde im Jahr 2023 mit der Fertigstellung des Foyers der Schule abgeschlossen. Insgesamt wurden die Sanierungskosten mit 17,6 Millionen Euro beziffert.

## Schulleiter
- 1999–2010: Horst Ammann[16]
- 2010–2020: Birgit Scholl[17]
- seit 2020: Matthias Heidenreich

## Bekannte Schüler
- Annette Strasser (* 1981), Schauspielerin
- Florian Kling (* 1986), Oberbürgermeister von Calw (seit 2019)
- Ronja Kemmer (* 1989), zog im Dezember 2014 als bis dahin jüngstes Mitglied in den Deutschen Bundestag ein.
- Luisa Scherer (* 2001), Handballspielerin[18]